# Lozovke
Lozovke (lat. Vitaceae) su porodica biljaka, jedina u redu Lozolikih (lat. Vitales), biljnom redu dvosupnica (Magnoliopsida). Porodici lozovki pripada 19 rodova i 1014 priznatih vrsta. Porodicu je Cronquist pripisivao redu Rhamnales i podrazredu Rosidae a Takhtajan nadredu Vitanae, gdje je s porodicom Leeaceae (danas Leeoideae) činila red Vitales.
Porodica Vitaceae je opisana u Genera Plantarum 267. 1789. (4 Aug 1789), a red Vitales u O Prirozenosti Rostlin 225. 1820. (Jan-Apr 1820). Tipični i najvažniji rod Vitis čini vrsta Vitis vinifera s dvije podvrste, Vitis vinifera var. multiloba i Vitis vinifera var. palmata.

## Opis porodice
Vitaceae, porodica lozovki, u redu lozolike, koja se sastoji od 12 rodova drvenastih biljaka, od kojih su većina penjačice s viticama. Najveći rod, koji je rasprostranjen pantropski, je Cissus, koji sadrži oko 350 vrsta. Vitis, s oko 60 do 70 vrsta, jedini je rod u porodici od velike ekonomske važnosti; uključuje europsku vinovu lozu (V. vinifera) i sjevernoameričko lisičje grožđe (V. labrusca), roditeljsku vrstu većine uzgojenog američkog grožđa. “Bostonski bršljan” (q.v.; Parthenocissus tricuspidata) i “virginijski puzavac” (q.v.; P. quinquefolia) dobro su poznate drvenaste loze uobičajene u istočnim Sjedinjenim Državama.

## Opis reda
Vitales, red su cvjetnica, bazalni član u rozidnoj skupini jezgrenih eudikota u botaničkom klasifikacijskom sustavu filogene grupe angiosjemenjača III (APG III). Red se sastoji od jedne porodice Vitaceae, koja sadrži 20 rodova i preko 1000 vrsta, uglavnom u tropima ili toplim umjerenim područjima svijeta. Afiniteti Vitaceae dugo su bili neizvjesni, bez očiglednih bliskih srodnika s porodicom.
Većina članova Vitaceae su vinove loze ili lijane, a obično ih karakteriziraju natečeni lisni čvorovi i vitice ili cvjetni grozdovi s ravnim vrhom (cimes) koji izlaze na suprotnoj strani stabljike od lista. Listovi su često dlanasto složeni ili režnjeviti, a cvjetovi su mali, s jednakim brojem prašnika i nasuprot laticama. Plodovi su bobice s nekoliko sjemenki (kao što je grožđe), a peteljke su često jako sočne.
Vitis, rod vinove loze, ima približno 65 autohtonih vrsta, od kojih je nekoliko gospodarski važnih. V. vinifera (loza) ima dugu povijest uzgoja i selekcije, vjerojatno potječe iz mediteranske regije. Nakon infestacije Phylloxera vitifoliae (filoksera grožđa), parazitskog kukca koji ubija vinovu lozu 1867. godine, podloge otpornih američkih vrsta grožđa cijepljene su na europske sorte. Grožđe različitih vrsta jede se svježe ili osušeno (grožđice), a sada postoje stotine sorti izvedenih iz V. vinifera i srodnih vrsta koje se koriste za proizvodnju različitih vrsta vina i za destilaciju u brendi, uključujući konjak i armanjak.
Vrste drugih rodova široko se uzgajaju, kao što su Parthenocissus quinquefolia (virginijski puzavac) u umjerenim područjima i Cissus incisa (“grožđani bršljan”) u tropskim područjima, ili se obično uzgajaju kao sobne biljke. Vrste iz roda Tetrastigma jedine su biljke domaćini za parazitsku biljku Rafflesia arnoldii (čudovišni cvijet, koji se ponekad naziva i mrtvački cvijet zbog jakog mirisa), koja je izvorna samo za nekoliko područja unutar Malajskog arhipelaga. Ova vrsta ima najveći cvijet na svijetu, često veličine gotovo 1 metar (3,3 stope) u promjeru, i kritično je ugrožena.

## Potporodice i rodovi
Familia Vitaceae Juss. (1007 spp.)
1. Subfamilia Leeoideae Burmeist.
  1. Leea van Royen ex L. (39 spp.)
2. Subfamilia Vitoideae Eaton
  1. Tribus Ampelopsideae J. Wen & Z. L. Nie
    1. Ampelopsis Michx. (16 spp.)
    2. Nekemias Raf. (8 spp.)
    3. Rhoicissus Planch. (10 spp.)
    4. Clematicissus Planch. (6 spp.)

  2. Tribus Parthenocisseae J. Wen & Z. D. Chen
    1. Yua C. L. Li (2 spp.)
    2. Parthenocissus Planch. (12 spp.)

  3. Tribus Viteae Dumort.
    1. Vitis L. (79 spp.)
    2. Pterisanthes Blume (15 spp.)
    3. Nothocissus (Miq.) Latiff (2 spp.)
    4. Ampelocissus Planch. (93 spp.)

  4. Tribus Cisseae Rchb.
    1. Cissus L. (266 spp.)
    2. Apocissus Jackes & Trias-Blasi (7 spp.)

  5. Tribus Cayratieae J. Wen & L. M. Lu
    1. Cyphostemma (Planch.) Alston (241 spp.)
    2. Afrocayratia J.Wen, L.M.Lu, Rabarij. & Z.D.Chen (7 spp.)
    3. Cayratia Juss. (38 spp.)
    4. Causonis Raf. (20 spp.)
    5. Pseudocayratia J. Wen, L. M. Lu & Z. D. Chen (6 spp.)
    6. Acareosperma Gagnep. (1 sp.)
    7. Tetrastigma (Miq.) Planch. (139 spp.)